# Gabriel Mangabeira
Gabriel Samain Vasconcelos Mangabeira (Rio de Janeiro, 31 de janeiro de 1982) é um nadador brasileiro. 
É formado em agronomia pela Universidade da Flórida.

## Trajetória esportiva
Começou na natação aos dois anos, por incentivo de seu avô que era professor da modalidade. Tentou o judô aos dez anos, mas abandonou devido a sua mãe. Seu primeiro clube foi o Jequiá Iate Clube na Ilha do Governador e, após dois anos, se transferiu para o Canto do Rio, em Niterói. Aos 13 anos, transferiu-se para o Fluminense e, três anos depois, passou para o Vasco da Gama, onde ficou até 2000. 
Mangabeira esteve no 10º Mundial de Esportes Aquáticos de Barcelona, onde participou da prova dos 100 metros borboleta, ficando em 37º lugar.
Antes das Olimpíadas de 2004 foi para os Estados Unidos, onde foi treinado por Anthony Nesty, campeão olímpico.
Participou dos Jogos Olímpicos de Verão de 2004 em Atenas, onde terminou em sexto lugar nos 100 metros borboleta, batendo o recorde sul-americano, e nadando ao lado de grande nomes como Ian Crocker e Michael Phelps.
Foi semifinalista no 11º Campeonato Mundial de Esportes Aquáticos de Montreal em 2005, nos 100 metros borboleta (13º lugar) e nos 50 metros costas (16º).
Foi vice-campeão sul-americano absoluto dos 100 metros borboleta em 2006. Participou do Campeonato Mundial de Natação em Piscina Curta de 2006 em Shanghai, onde ficou em 19º nos 100 metros borboleta, 20º nos 50 metros costas e nono no revezamento 4x100 metros medley.
No Campeonato Mundial de Esportes Aquáticos de 2007 realizado em Melbourne, ficou em 17º nos 100 metros borboleta e em nono no 4x100 metros medley, ajudando o revezamento brasileiro a se classificar para as Olimpíadas de 2008.
No Pan de 2007, no Rio de Janeiro, ganhou a medalha de prata nos 100m borboleta, e também ajudou o 4x100 m medley brasileiro, nas eliminatórias, conquistando a prata nesta prova.
Também esteve nos Jogos Olímpicos de Verão de 2008 em Pequim, onde ficou na 23º posição nos 100 metros borboleta.
No Mundial de Roma 2009, ficou em oitavo lugar nos 100 metros borboleta, e em quarto lugar no revezamento 4x100 metros medley com a equipe brasileira, junto com Guilherme Guido, Henrique Barbosa e César Cielo, numa prova espetacular onde os quatro primeiros revezamentos bateram o recorde mundial dos Estados Unidos de 2008 em Pequim. 
Nos Jogos Pan-Americanos de 2011, Mangabeira ganhou a medalha de ouro na prova dos 4x100 metros medley e nos 4x100 metros livre.
Encerrou a carreira em 2013.

### Marcas importantes
Piscina olímpica (50 metros)
- Recordista brasileiro dos 100 metros borboleta: 51s02, marca obtida em 31 de julho de 2009 (ex-recorde sul-americano)
- Ex-recordista sul-americano dos 100 metros costas: 53s80, marca obtida em [10 de maio de 2009
- Recordista Sul-Americano do revezamento 4x100m medley: 3m29s16, obtidos em 2 de agosto de 2009, com Guilherme Guido,Henrique Barbosa e César Cielo